# Пендерграсс, Тедди
Тедди Пендерграсс (англ. Teddy Pendergrass; 26 марта  1950 — 13 января 2010) — американский певец. С конца 1960-х по 1976 год пел в группе Харольда Мелвина Harold Melvin & the Blue Notes, потом начал сольную карьеру.

## Биография
Тедди Пендерграсс родился 26 марта 1950 года в Кингстри (штат Южная Каролина).
Сам научился играть на барабанах.
В 15 лет у него уже была собственная подростковая вокальная группа.
Будучи ещё тинейджером, начал играть на ударных с местной вокальной группой Cadillacs.
В конце 1960-х группа Cadillacs влилась в состав более успешной группы Harold Melvin & the Blue Notes.
В 1970 году группа Harold Melvin & the Blue Notes распалась, и Харольд Мелвин попросил Пендерграсса занять место лид-вокалиста.
С Пендерграссом на вокале группа произвела впечатление на Гэмбла и Хаффа, которые подписали её на свой лейбл Philadelphia International Records. Сотрудничество с Гэмблом и Хаффом оказалось очень успешным, группа стала выпускать хит за хитом: «I Miss You», «If You Don't Know Me by Now», «The Love I Lost», «Bad Luck», «Wake Up Everybody».
Но постепенно отношения между Мелвином и Пендерграссом, который считал, что его работа в группе не получает достаточного признания, испортились. В 1976 году Пендерграсс ушёл от Харольда Мелвина и сначала основал свою собственную группу Blue Notes (так что получилось, что какое-то время параллельно существовали две группы с одинаковым названием), а потом решил начать сольную карьеру. В конце 1976 — начале 1977 года он подписал сольный контракт всё с тем же лейблом Philadelphia International Records.
Лейбл Гэмбла и Хаффа тогда уже переживал не лучшие времена, и Пендерграсс оставался его единственной звездой и единственным артистом, чьи новые релизы имели стабильный успех.

### Дорожно-транспортное происшествие
В 1982 году попал на своём «Роллс-Ройсе» в серьёзное дорожно-транспортное происшествие, оставившее его парализованным ниже груди.

### Поздние годы и смерть
5 июня 2009 года Пендерграсс успешно перенес операцию по поводу рака толстой кишки и вернулся домой, чтобы восстановиться. Через несколько недель он снова вернулся в больницу, но уже имея проблемы с дыханием. Через семь месяцев, 13 января 2010 года, он умер от дыхательной недостаточности, в возрасте 59 лет, в больнице Брин-Мар в Брин-Маре, штат Пенсильвания. Рядом с ним в этот момент находилась его вторая жена Джоан. Тело певца было предано земле на Западном кладбище Лорел Хилл в Бала-Синвайд, штат Пенсильвания.